# Luis Ubiña
Luis Ignacio Ubiña Olivera (7. juni 1940 - 17. juli 2013) var en uruguayansk fodboldspiller (forsvarer) fra Montevideo. Han spillede hele karrieren i hjemlandet, hos henholdsvis Cerro, Rampla Juniors og Nacional. Med Nacional var han med til at vinde fire uruguayanske mesterskaber.
Ubiña spillede desuden 33 kampe og scorede ét mål for Uruguays landshold. Han repræsenterede sit land ved både VM i 1966 og VM i 1970.